# Grand Prix-wegrace van Zwitserland 1951
De Grand Prix-wegrace van Zwitserland 1951 was de tweede race van het wereldkampioenschap wegrace-seizoen 1951. De races werden verreden op 26- en 27 mei 1951 op het Circuit Bremgarten, een stratencircuit in de stad Bern. In Zwitserland reden vier klassen: 350 cc en 250 cc op zaterdag, 500 cc en de zijspanklasse op zondag. Voor de 250cc-klasse was het de opening van het seizoen.

## 500cc-klasse
Nadat hij de GP van Spanje had overgeslagen, kwam Geoff Duke nu wel aan de start, maar hij viel uit door een defecte ontsteking. Gilera wist daar echter helemaal niet van te profiteren: Umberto Masetti was niet aanwezig en Nello Pagani en Alfredo Milani vielen uit. Daardoor won Fergus Anderson met de Moto Guzzi Bicilindrica 500 voor Reg Armstrong met de AJS Porcupine. Opmerkelijk was dat de kopman van AJS, Bill Doran, nu ook de tweede GP oversloeg. Benoît Musy scoorde twee punten met de Moto Guzzi Dondolino-productieracer, die slechts 33 pk leverde (een Bicilindrica 500 leverde 47 pk, de AJS Porcupine en de Norton Manx ongeveer 50 pk. De Gilera Saturno Competizione zoals Max Forster die reed leverde zelfs 37 pk).

### Uitslag 500cc-klasse
| Pos | Coureur           | Merk       | Tijd       | Punten |
| --- | ----------------- | ---------- | ---------- | ------ |
| 1   | Fergus Anderson   |            | 1:34"44"21 | 8      |
| 2   | Reg Armstrong     | AJS        | +1"47"93   | 6      |
| 3   | Enrico Lorenzetti | Moto Guzzi | +2"07"49   | 4      |
| 4   | Carlo Bandirola   | MV Agusta  | +2"27"45   | 3      |
| 5   | Benoît Musy       | Moto Guzzi | +1 ronde   | 2      |
| 6   | Willy Lips        | Norton     | +2 ronden  | 1      |
| 7   | Hans Baltisberger | Norton     | +3 ronden  |        |
| 8   | Max Forster       | Gilera     | +4 ronden  |        |
| 9   | Väinö Hollming    | Moto Guzzi | +4 ronden  |        |
| 10  | Sid Mason         | Norton     | +5 ronden  |        |
| 11  | Tommy Wood        | Norton     | +5 ronden  |        |
| 12  | Alex Mayer        | Norton     | +5 ronden  |        |

### Niet gefinished
| Coureur           | Merk      | Oorzaak    |
| ----------------- | --------- | ---------- |
| Elio Scopigno     | Onbekend  |            |
| Nello Pagani      | Gilera    |            |
| Bruno Bertacchini | MV Agusta |            |
| Arciso Artesiani  | MV Agusta |            |
| Alfredo Milani    | Gilera    |            |
| Geoff Duke        | Norton    | Ontsteking |
| Georges Cordey    | Norton    |            |

### Niet deelgenomen
| Coureur            | Merk       |
| ------------------ | ---------- |
| Ken Kavanagh       | Norton     |
| Ernesto Vidal      | Norton     |
| Roger Montané      | Norton     |
| Ashley Len Parry   | Norton     |
| Bill Doran         | AJS        |
| Cromie McCandless  | Norton     |
| Jack Brett         | Norton     |
| Johnny Lockett     | Norton     |
| Tommy McEwan       | Norton     |
| Manliff Barrington | Norton     |
| Bruno Ruffo        | Moto Guzzi |
| Sante Geminiani    | Moto Guzzi |
| Umberto Masetti    | Gilera     |
| Len Perry          | Norton     |

### Top tien tussenstand 500cc-klasse
| Pos | Coureur           | Merk       | Ptn |
| --- | ----------------- | ---------- | --- |
| 1   | Fergus Anderson   | Moto Guzzi | 8   |
| 1   | Umberto Masetti   | Gilera     | 8   |
| 3   | Reg Armstrong     | AJS        | 6   |
| 3   | Tommy Wood        | Norton     | 6   |
| 5   | Carlo Bandirola   | MV Agusta  | 5   |
| 6   | Arciso Artesiani  | MV Agusta  | 4   |
| 6   | Enrico Lorenzetti | Moto Guzzi | 4   |
| 8   | Roger Montané     | Norton     | 3   |
| 9   | Benoît Musy       | Moto Guzzi | 2   |
| 10  | Willy Lips        | Norton     | 1   |
| 10  | Ernesto Vidal     | Norton     | 1   |

## 350cc-klasse
Velocette had haar fabrieksteam opgeheven omdat de KTT Mk VIII behoorlijk op leeftijd begon te komen, maar nu Les Graham tweede was geworden in de GP van Spanje en deze GP won zag het er toch rooskleurig uit, vooral omdat Cecil Sandford tweede werd voor Reg Armstrong met de AJS Boy Racer.
| Pos | Coureur        | Merk      | Tijd       | Punten |
| --- | -------------- | --------- | ---------- | ------ |
| 1   | Les Graham     |           | 1:10"48"53 | 8      |
| 2   | Cecil Sandford | Velocette | +1"18"57   | 6      |
| 3   | Reg Armstrong  | AJS       | +1"49"07   | 4      |
| 4   | Paul Fuhrer    | Velocette | +1 ronde   | 3      |
| 5   | Sid Mason      | Velocette | +1 ronde   | 2      |
| 6   | Leonhardt Faßl | AJS       |            | 1      |

| Coureur             | Merk       |
| ------------------- | ---------- |
| John Grace          | Norton     |
| Ken Kavanagh        | Norton     |
| Jack Raffeld        | Velocette  |
| Fernando Aranda     | Moto Guzzi |
| Bill Doran          | AJS        |
| Bill Lomas          | Velocette  |
| Bill Petch          | AJS        |
| Bob Foster          | Velocette  |
| Bob Matthews        | Velocette  |
| Geoff Duke          | Norton     |
| Jack Brett          | Norton     |
| Johnny Lockett      | Norton     |
| Mick Featherstone   | AJS        |
| Simon Sandys-Winsch | Velocette  |
| Tommy Wood          | Velocette  |
| Rod Coleman         | AJS        |

### Top tien tussenstand 350cc-klasse
| Pos | Coureur         | Merk       | Ptn |
| --- | --------------- | ---------- | --- |
| 1   | Les Graham      | Velocette  | 14  |
| 2   | Tommy Wood      | Velocette  | 8   |
| 3   | Cecil Sandford  | Velocette  | 6   |
| 4   | Reg Armstrong   | AJS        | 4   |
| 4   | Bill Petch      | AJS        | 4   |
| 6   | Fernando Aranda | Moto Guzzi | 3   |
| 6   | Paul Fuhrer     | Velocette  | 3   |
| 8   | Sid Mason       | Velocette  | 2   |
| 8   | Jack Raffeld    | Velocette  | 2   |
| 10  | Leonhard Faßl   | AJS        | 1   |
| 10  | John Grace      | Norton     | 1   |

## 250cc-klasse
Regerend wereldkampioen Dario Ambrosini begon het seizoen voortvarend. Hij bleef met zijn Benelli 250 Bialbero de Moto Guzzi Gambalunghino's van Bruno Ruffo en Gianni Leoni ruim voor. Benoît Musy reed ook hier sterk: vierde met zeer waarschijnlijk een "gewone" Moto Guzzi Airone Sport. Nino Grieco debuteerde met een punt met de Parilla 250 Bialbero.
| Pos | Coureur         | Merk       | Tijd       | Punten |
| --- | --------------- | ---------- | ---------- | ------ |
| 1   | Dario Ambrosini | Benelli    | 1:05"32"1  | 8      |
| 2   | Bruno Ruffo     | Moto Guzzi | +1"10"8    | 6      |
| 3   | Gianni Leoni    | Moto Guzzi | +3"00"3    | 4      |
| 4   | Benoît Musy     | Moto Guzzi | +3"50"2    | 3      |
| 5   | Cecil Sandford  | Velocette  | + 1 ronde  | 2      |
| 6   | Nino Grieco     | Parilla    | + 2 ronden | 1      |

| Coureur           | Merk       |
| ----------------- | ---------- |
| Werner Gerber     | Moto Guzzi |
| Arthur Wheeler    | Velocette  |
| Bill Lomas        | Velocette  |
| Douglas Beasley   | Velocette  |
| Fergus Anderson   | Moto Guzzi |
| Fron Purslow      | Norton     |
| Maurice Cann      | Moto Guzzi |
| Norman Blemings   | Excelsior  |
| Tommy Wood        | Moto Guzzi |
| Wilf Hutt         | Moto Guzzi |
| Alano Montanari   | Moto Guzzi |
| Bruno Francisci   | Moto Guzzi |
| Enrico Lorenzetti | Moto Guzzi |
| Guido Paciocca    | Moto Guzzi |

### Top tien tussenstand 250cc-klasse
Conform wedstrijduitslag

## Zijspanklasse
Het is niet bekend welke problemen Eric Oliver en Lorenzo Dobelli hadden, maar ze werden op een ronde achterstand gereden en als vijfde geklasseerd. Dat was niet normaal, want meestal waren ze niet te kloppen door de enigszins verouderde Gilera Saturno's van de Italiaanse rijders. Nu wonnen Ercole Frigerio/Ezio Ricotti die daarmee ook aan de leiding in de WK-stand kwamen.
| Pos | Coureur         | Bakkenist         | Merk          | Tijd       | Punten |
| --- | --------------- | ----------------- | ------------- | ---------- | ------ |
| 1   | Ercole Frigerio | Ezio Ricotti      | Gilera        | 1:01"27'00 | 8      |
| 2   | Albino Milani   | Giuseppe Pizzocri | Gilera        | +2"04'24   | 6      |
| 3   | Ernesto Merlo   | Dino Magri        | Gilera        | +2"57'10   | 4      |
| 4   | Marcel Masuy    | Denis Jenkinson   | Norton        | +3"52'00   | 3      |
| 5   | Eric Oliver     | Lorenzo Dobelli   | Norton        | +1 ronde   | 2      |
| 6   | Giovanni Carrù  | Carlo Musso       | Carrù-Triumph | +1 ronde   | 1      |
| 7   | Jakob Keller    | Gianfranco Zanzi  | Gilera        | +1 ronde   |        |
| 8   | Luigi Marcelli  | Onbekend          | Gilera        | +1 ronde   |        |
| 9   | Henry Meuwly    | Onbekend          | Gilera        | +1 ronde   |        |
| 10  | Hans Stamm      | Onbekend          | Norton        | +1 ronde   |        |
| 11  | Renato Prati    | Marino Saguato    | Moto Guzzi    | +2 ronden  |        |
| 12  | Vassen          | Onbekend          | Norton        | +2 ronden  |        |
| 13  | Carlo Vittone   | Onbekend          | Carrù-Triumph | +4 ronden  |        |

| Coureur             | Bakkenist        | Merk    |
| ------------------- | ---------------- | ------- |
| Siegfried Vogel     | Leo Vinatzer     | BMW     |
| Alphonse Vervroegen | Pierre Cuvelier  | FN      |
| Frans Vanderschrick | Jean-Marie Stas  | Norton  |
| Hans Haldemann      | Josef Albisser   | Norton  |
| Jacques Drion       | Bob Onslow       | Norton  |
| Jean Murit          | André Emo        | Norton  |
| René Bétemps        | Georges Burggraf | Triumph |
| Cyril Smith         | Bob Onslow       | Norton  |
| Pip Harris          | Neil Smith       | Norton  |

### Top zeven tussenstand zijspanklasse
(Niet meer dan zeven combinaties hadden al punten behaald.)
| Pos | Coureur         | Bakkenist         | Merk          | Ptn |
| --- | --------------- | ----------------- | ------------- | --- |
| 1   | Ercole Frigerio | Ezio Ricotti      | Gilera        | 14  |
| 2   | Albino Milani   | Giuseppe Pizzocri | Gilera        | 10  |
| 2   | Eric Oliver     | Lorenzo Dobelli   | Norton        | 10  |
| 4   | Giovanni Carrù  | Carlo Musso       | Carrù-Triumph | 4   |
| 4   | Marcel Masuy    | Denis Jenkinson   | Norton        | 4   |
| 4   | Ernesto Merlo   | Dino Magri        | Gilera        | 4   |
| 7   | Siegfried Vogel | Leo Vinatzer      | BMW           | 2   |

1922 · 1923 · 1924 · 1927 · 1928 · 1929 · 1930 · 1931 · 1932 · 1933 · 1935 · 1936 · 1937 · 1938 · 1946 · 
1947 ·1948 · 1949 · 1950 · 1951 · 1952 · 1953 · 1954 · 1959